# Frank Walton Gould
Frank Walton Gould, né le 25 juillet 1913 à Mayville, au Dakota du Nord, et mort en 1981, est un botaniste et agrostologue américain.
Il fut un spécialiste renommé dans l'étude des pâturages à l'université A&M du Texas, jusqu'à sa retraite comme professeur émérite en systématique des graminées.

## Publications
- Evolution and Systematics of the Gramineae: The Twenty-Sixth Systematics Symposium. Annals of the Missouri Botanical Garden 68(1): 4

### Œuvres
- 1940, 1993. Grasses of the Southwestern United States. Ed. Univ Arizona.  (ISBN 0-8165-0406-7)
- A Key to the Genera of Mexican Grasses. 46 p.
- Gould, FW; TW Box. 1965. Grasses of the Texas Coastal Bend: Calhoun, Refugio, Aranas, San Patricio and northern Kleberg Counties. Ed. Texas A&M University Press. 186 p.
- 1975. The Grasses of Texas. Ed. Texas A&M University Press, College Station. 664 p.  (ISBN 1-58544-006-X)
- 1978. Common Texas Grasses: An Illustrated Guide. Ed. Texas A&M University Press. 267 p.  (ISBN 0-89096-058-5)
- Gould, FW.; M. Reid. 1981. The grasses of Baja California, México. 140 p.
- Gould, FW; RB Shaw. 1983. Grass Systematics. Ed. Texas A & M University Press,, College Station. 635 p.  (ISBN 0-89096-145-X)